# Carlo Sellitto
Carlo Sellitto (* 1581 in Neapel; † in der Nacht vom 1. Oktober auf den 2. Oktober 1614 in Neapel) war ein neapolitanischer Maler des Frühbarock in der Nachfolge von Caravaggio.

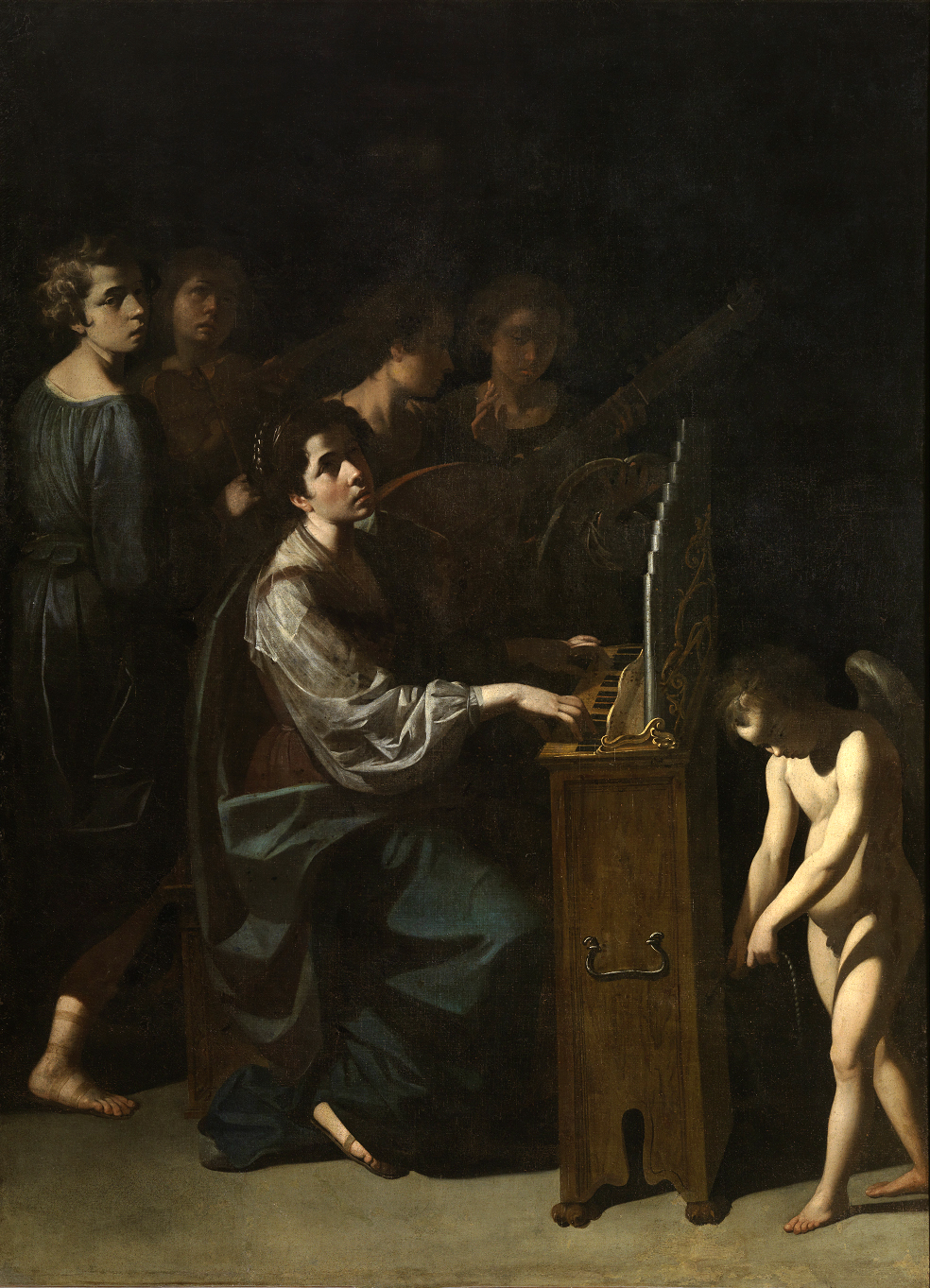
Sellitto: Die hl. Caecilia an der Orgel (1613), 260 × 185 cm, Öl auf Leinwand, Museo di Capodimonte, Neapel

Sellitto hieß eigentlich Carlo Infantino und nahm als Künstlernamen den Geburtsnamen der Mutter, die aus Neapel stammte. Er war der Sohn eines Malers (Sebastiano Infantino) aus Montemurro in der Region Basilicata. Er lernte kurz bei dem Piemonteser Maler Giovanni Antonio Ardito und ab 1591 bei dem flämischen Maler Louis Croys. 1608 gründete er seine eigene Werkstatt. Er war in Neapel als Porträtmaler begehrt (worin er bei Croys ausgebildet wurde) und einer der frühesten Caravaggisten – sein Johannes der Täufer wurde mehrere Jahre gemalt, bevor Caravaggio 1606/07 Neapel besuchte. Später war er durch Guido Reni beeinflusst, der 1611/12 Neapel besuchte.
Neben Porträts und religiösen Sujets malte er auch Stillleben und Genreszenen. Von diesem Aspekt seines Schaffens (und seinen Porträts) ist aber nichts erhalten.
Ein Bacchus von ihm ist im Städelschen Kunstinstitut in Frankfurt am Main.
Er war eine Zeitlang mit Claudia Croys, der Tochter seines Lehrherrn, verlobt, heiratete aber 1613 Portia Pirrone aus Montemurro.
Er hatte auch den ursprünglichen Auftrag für das Meisterwerk von Battistello Caracciolo, der Befreiung des Petrus, konnte es aber wegen seines vorzeitigen Todes nach kurzer Krankheit nicht ausführen.

## Galerie

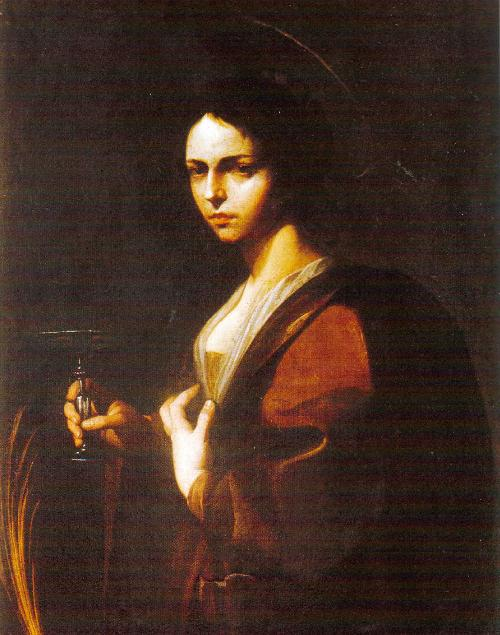
Santa Lucia, Regionalmuseum Messina
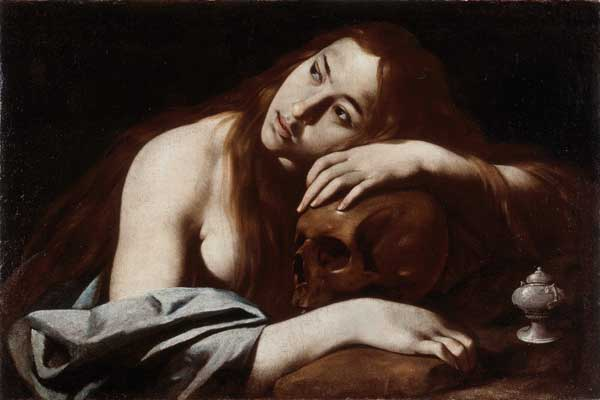
Trauernde Maria Magdalena, Regionalmuseum Messina
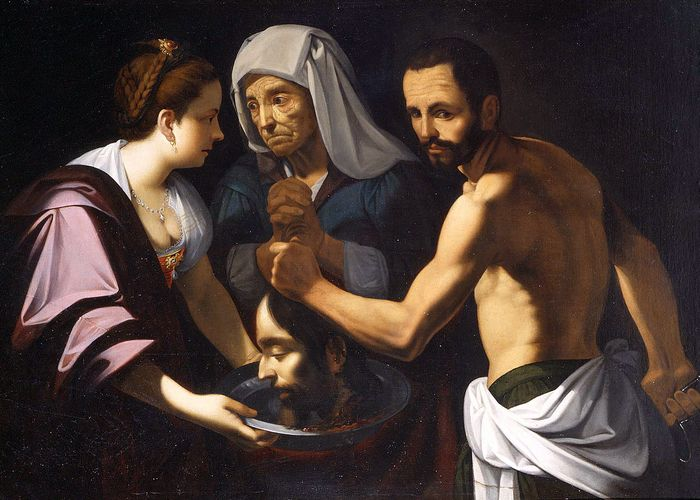
Salome erhält das Haupt Johannes des Täufers, Studio Crinelli, Rom